# Skandal Kids for cash

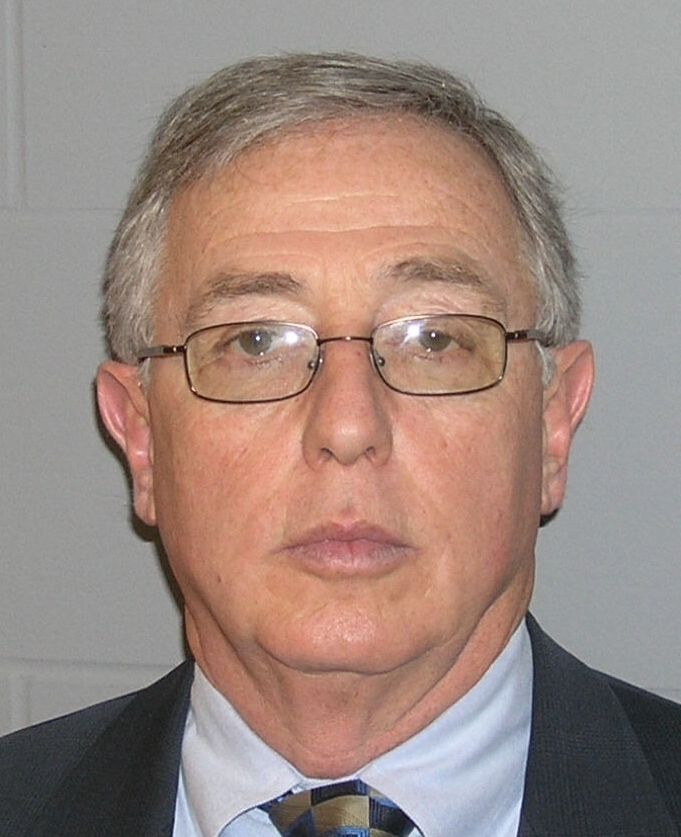
Mark Ciavarella

Skandal Kids for cash – skandal w Stanach Zjednoczonych w latach 2002–2008 dotyczący przekupstwa w sądzie w Wilkes-Barre, w stanie Pensylwania.
W 2008 sędziowie Michael Conahan i Mark Ciavarella zostali oskarżeni o przyjmowanie pieniędzy w łącznej kwocie ok. 2 mln dolarów w zamian za surowe wyroki na nieletnich, którzy byli odsyłani do prywatnych zakładów karnych, aby zwiększyć w nich frekwencję.

## Przebieg
Korumpowanie sędziów rozpoczęło się w roku 2002, kiedy sędzia Conahan zamknął lokalny zakład dla nieletnich i wykorzystał pieniądze z budżetu hrabstwa Luzerne na budowę dwóch kosztownych ośrodków prywatnych. Władze stanowe, mimo pewnych wątpliwości, wyraziły zgodę.
Sędziowie wymierzali surowe kary za drobne przewinienia, które zazwyczaj kończą się skazaniem na karę prac na rzecz społeczności (na przykład za szyderstwa w stosunku do nauczycieli na Myspace czy przejście przez prywatny teren). Było to możliwe m.in. dlatego, że wielu oskarżonych nie miało obrońców. Najmłodsi skazani mieli ok. 10 lat, wielu ze skazanych było karanych po raz pierwszy. Często zapadały wyroki wyższe, niż wnioskowała prokuratura. Przyjmuje się, że niesłusznie skazano ok. 5000 nieletnich; ok. 50% nieletnich sądzonych przez Ciavarellę zostało wysłanych do różnego typu ośrodków poprawczych (dla porównania w całej Pensylwanii po procesach do ośrodków trafia 8,5% nieletnich).

## Wyrok i następstwa
Federalne śledztwo w sprawie rozpoczęto w 2006. Obaj sędziowie przyjęli korzyści majątkowe w wysokości 2,6 milionów dolarów. Zarówno Ciavarella jak i Conahan przyznali się do winy. Zostali wykluczeni z zawodu sędziowskiego. W 2011 sędzia Conahan został skazany na karę 17,5 roku pozbawienia wolności. Mark Ciavarella, któremu przedstawiono 12 zarzutów, został skazany na karę 28 lat więzienia federalnego. Sąd najwyższy stanu Pensylwania anulował ok. 4000 wyroków, które zapadły w latach 2003–2008, twierdząc, że pogwałciły one konstytucyjne prawo nieletnich do sprawiedliwych sądów.